# 웬디 매케나
웬디 매케나(Wendy Makkena, 1958년 10월 4일 ~ )는 미국의 배우이다.

## 출연 작품
- 시스터 액트 1/2
- 스테이트 오브 플레이 - 그리어 쏜턴 역
- 뷰티풀 데이 인 네이버후드 - 도로시 역